# Sãotomégylling
Sãotomégylling (Oriolus crassirostris) är en fågel i familjen gyllingar inom ordningen tättingar.

## Utseende och läten
Sãotomégyllingen är en 20-22 cm lång fågel. Hanen har svart huvud, ljus olivgrön ovansida och mörkare vingar stjärt. Övre och undre stjärttäckarna är ljusgula och stjärten är spetsad i guldgult. Resten av undersidan är silkesvit. Honan saknar det svarta huvudet och är streckad över bröstet. Båda könen har rosaröd näbb. Lätet beskrivs som ett melodiskt "ou-huu", "hui-yuiioouh" eller "hu-ou-hu".

## Utbredning och status
Fågeln förekommer enbart i skogar på ön São Tomé i Guineabukten. Den behandlas som monotypisk, det vill säga att den inte delas in i några underarter.

## Status och hot
Sãotomégyllingen har en liten världspopulation bestående av uppskattningsvis endast 2 500–10 000 vuxna individer. Den tros också minska i antal till följd av habitatförlust. Fågeln är därför upptagen på internationella naturvårdsunionen IUCN:s röda lista över hotade arter, kategoriserad som sårbar (VU).